# Shakti Kapoor
Shakti Kapoor (Delhi, 3 september 1952), is een indiaas acteur. 

## Biografie
Kapoor staat veelal bekend staat om zijn schurkachtige en komische rollen. Hij begon zijn carrière in 1975 met allerlei kleine rolletjes, begin jaren '80 brak zijn carrière door als acteur met de films Qurbani en Rocky waarin hij een slechterik speelde. In de jaren 90 koos hij steeds vaker voor de komische rollen, zoals in de cult film Andaaz Apna Apna waarin hij te zien was als crime master Gogo.
Inmiddels heeft hij in bijna 700 films een rol vertolkt, grotendeels binnen Bollywood maar ook binnen andere filmindustrieën in India.
Shakti Kapoor was in 1982 in het huwelijksbootje gestapt met actrice en zangeres Shivangi Kapoor (zus van actrice Padmini Kolhapure), hij is de vader van actrice Shraddha Kapoor en acteur en regisseur Siddhanth Kapoor.